# Anton Goubankov
Anton Nikolaïevitch Goubankov (en russe : Антон Николаевич Губанков, 29 janvier 1965 - 25 décembre 2016) est un journaliste et fonctionnaire russe.

## Biographie
Anton Goubankov est diplômé du département de français de la faculté de philologie de l'Université d'État de Leningrad en 1987. 
Goubankov travaille en tant qu'animateur de télévision jusqu’en 2013. Il devient ensuite directeur du département de la culture au Ministère de la Défense russe de 2013 à 2016. 
Il meurt dans l’accident aérien du Tupolev Tu-154 russe en 2016 à Sotchi.